# عبد الحميد خان (سياسي)
عبد الحميد خان (بالإنجليزية: Abdul Hamid Khan)‏ هو سياسي باكستاني، ولد في 1964.